# Laheycourt
Laheycourt település Franciaországban, Meuse megyében. Lakosainak száma 354 fő (2022. január 1.). Laheycourt Lisle-en-Barrois, Louppy-le-Château, Noyers-Auzécourt, Sommeilles, Villers-aux-Vents és Villotte-devant-Louppy községekkel határos.

## Népesség
A település népességének változása:
| Lakosok száma | 343  | 416  | 445  | 383  | 396  | 406  | 405  | 378  | 365  | 354  |
|               | 1968 | 1982 | 1990 | 2006 | 2013 | 2015 | 2017 | 2019 | 2020 | 2022 |